# Ian James
Ian James, född 17 juli 1963, är en friidrottare från Kanada. Han deltog vid olympiska sommarspelen 1988 och olympiska sommarspelen 1992.